# Dohrniphora hararensis
Dohrniphora hararensis är en tvåvingeart som beskrevs av Ronald Henry Lambert Disney 2003. Dohrniphora hararensis ingår i släktet Dohrniphora och familjen puckelflugor.
Artens utbredningsområde är Zimbabwe. Inga underarter finns listade i Catalogue of Life.